# إيغور روشا
إيغور روشا (4 مارس 1993 بسانتا ماريا دا فييرا في البرتغال - ) هو لاعب كرة قدم برتغالي في مركز حراسة المرمى. لعب مع نادي أروكا.

## روابط خارجية
- إيغور روشا على موقع قاعدة بيانات كرة القدم.إي يو (الإنجليزية)
- إيغور روشا على موقع Soccerway.com (الإنجليزية)
- إيغور روشا على موقع AS.com (الإسبانية)